# Джозеф Кіт Келлог
Джозеф Кіт Келлог (або Келлоґ; англ. Joseph Keith Kellogg, 12 травня 1944, Дейтон, штат Огайо, США) — американський дипломат, спецпосланець США з питань України, генерал-лейтенант у відставці.

## Життєпис
Народився 12 травня 1944 року в Дейтоні, штат Огайо. Закінчив корпус підготовки офіцерів запасу (Reserve Officers 'Training Corps, ROTC) Університету Санта-Клари у Каліфорнії (бакалавр) та Канзаський університет (магістер). Келлог одружений. Його дружина Пейдж є колишнім офіцером армії США, яка служила під час вторгнення в Гренаду в 1983 році.
У 1967—2003 роках служив в Армії США. Під час війни у В'єтнамі (1967—1975) служив у 101-ій повітрянодесантній дивізії. За участь у війні був нагороджений медалями Срібною зіркою і Бронзовою зіркою (нагороджений п'ять разів).
У 1996 році Келлог прийняв командування 82-ї повітрянодесантної дивізії.
У 2003 році вийшов у відставку у званні генерал-лейтенанта. Після виходу у відставку працював у корпорації Oracle як консультант з внутрішньої безпеки.
Після вторгнення США до Іраку з 2003 по 2004 рік Келлог займав пост головного керуючого директора Тимчасової коаліційної адміністрації.
З 2005 року був виконавчим віцепрезидентом CACI International.
У 2009 році стало відомо, що Келлог запрошений на посаду старшого віцепрезидента корпорації Cubic.
В останні роки працює військовим підрядником.
У березні 2016 року кандидат у президенти Дональд Трамп назвав Кіта Келлога серед групи експертів, які в разі перемоги Трампа на виборах мали стати його зовнішньополітичними радниками.
У грудні 2016 року обраний президент США Дональд Трамп оголосив, що Кіт Келлог буде призначеним начальником штабу і виконавчим секретарем Ради національної безпеки США.
14 лютого 2017 року Кіт Келлог був призначеним виконувачем обов'язків радника президента США з національної безпеки, після відставки Майкла Фліна.
25 липня 2019-го Келлог брав участь у телефонній розмові Трампа та Зеленського — в тій, яка майже призвела до імпічменту Трампа через звинувачення президента США в начебто тиску на президента України, щоб той відновив корупційне розслідування щодо сина Джо Байдена — Гантера, який раніше працював в українській енергетичній компанії Burisma.
27 листопада 2024 року Дональд Трамп оголосив Келлога спецпредставником США із питань України та Росії. На думку Трампа, Келлог має видатну військову та ділову кар'єру і досвід у сфері національної безпеки.
16 березня 2025 року через російські протести Келлог був відсторонений від своїх обов'язків щодо Росії і призначений спеціальним представником США в Україні.

## План завершення війни в Україні
Кіт Келлог є співголовою Інституту політики «Америка насамперед» (America First Policy Institute). Цю організацію створили у 2021 році для поширення ідей Трампа в галузі зовнішньої та внутрішньої політики. У січні 2023 року Кіт Келлог відвідав Україну на чолі приватної делегації.
У квітні 2024 року Кіт Келлог опублікував звіт в America First Policy Institute (AFPI) «Америка передусім, Росія та Україна». Детально свою пропозицію «мирного плану» з позиції сили виклав разом із колегою Фредом Фляйцом, як найбільш реалістичний варіант дій, запропонував її на майбутнє та захищав. США мають розпочати формальну політику для встановлення режиму припинення війни, початку мирних перегорів — йдеться в опублікованій AFPI стратегії. У сфері нацбезпеки майбутньої адміністрації Трампа радники новообраного президента обговорюють різні варіанти завершення війни в Україні. Також Келлог був одним з тих, хто працював над «мирним планом» Трампа. Цей документ з'явився у червні 2024 року. Опираючись, зокрема, й на нього, Трамп робив заяви, що зможе закінчити війну за день.
Серед пунктів плану — припинення вогню по всій лінії фронту та перемовини. Якщо Україна відмовляється від них, США припиняють надавати допомогу Києву, якщо так вчиняє Росія, підтримку України посилюють. "Ми говоримо українцям: «Ви повинні сісти за стіл переговорів, і якщо ви не сядете за стіл переговорів, підтримка з боку Сполучених Штатів припиниться». Ви говорите Путіну: «Він повинен сісти за стіл переговорів, а якщо ви не сядете за стіл, то ми дамо українцям все необхідне, щоб вбити вас на полі бою», — пояснював концепцію Келлог.
Серед ідей, як примусити Путіна сісти за стіл переговорів, Келлог називав таку: відкласти на тривалий час обіцянку членства України в НАТО.
Після удару Росії по Дніпру 21 листопада балістичною ракетою середньої дальності, що може нести ядерний заряд, та чергових натяків Москви на розв'язання ядерної війни, Келлог назвав їх психологічним тиском та заявив, що Путін таку війну не почне. Дозвіл адміністрації Байдена на удари Україною далекобійними ракетами по території Росії він вважає радше позитивним рішенням, бо це «дає Трампу більше важелів впливу на перемовинах».
Загалом, частина колег називають Келлога прагматиком, припускають, що він вважає Путіна скоріш ненадійним партнером в переговорах та що врешті визнає — підтримка України входить до інтересів американської нацбезпеки.

## Особисте життя
Келлог одружився з Пейдж у 1980 році. Вона — колишня офіцер армії США і десантник, яка брала участь у вторгненні США в Гренаду в 1983 році. Подружжя має трьох дітей.
Келлог — друга за віком дитина в сім'ї з чотирьох дітей. Його старший брат, Майк Келлог, у минулому був професійним футболістом, а згодом став суддею Верховного суду округу Лос-Анджелес. Сестра Кеті раніше працювала актрисою, а нині є клінічним психологом. Молодший брат, Джефф, колишній член міської ради Лонг-Біч, обіймав посаду президента Опікунської ради Громадського коледжу Лонг-Біч і наразі працює в системі Громадських коледжів Каліфорнії.